# L'immensità della notte
L'immensità della notte (The Vast of Night) è un film del 2019 diretto da Andrew Patterson, al suo esordio alla regia, che lo ha anche co-sceneggiato e co-prodotto sotto lo pseudonimo di "James Montague" e montato sotto quello di "Julius Tully".

## Trama
Fine anni cinquanta, è sera in una piccola città del Nuovo Messico mentre tutta la gente è alla partita di basket a tifare per la squadra locale, la centralinista sedicenne Fay intercetta al telefono uno strano segnale, e contemporaneamente molte persone la chiamano chiedendo di riferire alla polizia che hanno visto un enorme oggetto volante, ma alla centrale non c'è nessuno. Fay chiama quindi il suo amico Everett, un giornalista che trasmette un programma di musica, interviste e telefonate alla radio e gli fa ascoltare lo strano segnale. Everett decide di far sentire il segnale agli ascoltatori per radio, nella speranza che qualcuno ne sappia qualcosa di più. Un uomo, che sostiene di chiamarsi Billy e di essere un ex militare, telefona per riferire di avere sentito quel suono durante operazioni militari segrete e raccontando come quelle operazioni erano relative a qualcosa "proveniente dall'alto, più in alto di qualsiasi cosa possa volare", qualcosa di non umano; ma un blackout interrompe la telefonata alla radio.
I due tornano al centralino, dove un'anziana signora, Mabel Blanche, li invita ad andare a casa sua. Una volta arrivati lì, i due registrano la lunga storia che la donna racconta a proposito di qualcosa che è nel cielo e che rapirebbe le persone.
Usciti da casa della donna, Fay ed Everett si avviano per tornare alla stazione radio, ma si accorgono che l'oggetto misterioso è sopra di loro. Iniziano a correre per sfuggirgli, ma un forte vento li travolge.
Sul terreno resta solo il loro registratore.

## Distribuzione
Il film è stato presentato in anteprima il 26 gennaio 2019 allo Slamdance Film Festival.
Amazon Studios ne ha acquisito i diritti di distribuzione nel settembre dello stesso anno al termine del Toronto International Film Festival, distribuendolo nei cinema drive-in statunitensi a partire dal 15 maggio 2020 e a livello globale sul servizio di streaming Prime Video il 29 maggio seguente.

## Riconoscimenti
- 2019 - Toronto International Film Festival[4]
  - Premio del pubblico: Midnight Madness (2º posto)
- 2019 - Slamdance Film Festival[2]
  - Premio del pubblico per il miglior film di finzione
- 2020 - Chicago Film Critics Association Awards[5]
  - Candidatura per la migliore fotografia a Miguel Ioann Littín-Menz
  - Candidatura per il premio Milos Stehlik al miglior regista rivelazione ad Andrew Patterson
- 2020 - Independent Spirit Awards[6]
  - Candidatura per la miglior sceneggiatura d'esordio ad Andrew Patterson e Craig W. Sanger
- 2020 - Gotham Independent Film Awards[7][8]
  - Premio Bingham Ray al miglior regista rivelazione ad Andrew Patterson
  - Candidatura per la miglior sceneggiatura ad Andrew Patterson e Craig W. Sanger